# Jurij Kerpatenko
Jurij Leonidovytj Kerpatenko (ukrainska: Юрій Леонідович Керпатенко), född 9 september 1976 i Cherson, död där i 28 september 2022, var en ukrainsk dirigent och ledare för Chersons regionala musik- och dramateater uppkallad efter Mykola Kulisj(uk). Han vägrade att samarbeta med ockupationsmakten i Cherson under Rysslands invasion av Ukraina 2022, och mördades i sitt hem av ryska soldater, någon gång mellan september och oktober 2022.

## Biografi
Kerpatenko tog 1995 examen  vid Musikhögskolan i Cherson(uk) och år 2000 vid Kievs konservatorium. Han blev år 2000 ledare och dirigent för den regionala filharmoniska orkestern "Gilea" i Cherson. Sedan 2004 var han också ledare och dirigent för Chersons regionala musik- och dramateater uppkallad efter Mykola Kulisj.

### Död
I september 2022 förlorade släktingar och vänner kontakten med Kerpatenko. Enligt kulturministeriet i Kiev utövades påtryckningar från ockupationsmakten för att Kerpatenko skulle leda en konsert den 1 oktober 2022. Syftet med konserten var att uppvisa "förbättringar i det fredliga livet i Cherson", men Kerpatenko vägrade delta i arrangemanget. Han anges sedan ha skjutits till döds i sitt hem av ryska militärer.